# Secret de famille
Le secret de famille est une expression courante et un concept en psychologie qui désigne une chose traumatisante cachée de manière perpétuée au cours des générations dans une tradition familiale (ex. : viol, deuil, meurtre, adoption ou abandon d'enfant, adultère, emprisonnement, trahison ou supposée telle...).
Le thème des secrets de famille a donné lieu à une abondante littérature en psychologie, en psychanalyse, et en psychogénéalogie.

## Psychologie

### Théorie
Dès les années 1950, le courant systémique en psychologie identifie les modalités de la transmission transgénérationnelle à travers la communication. Les approches psychanalytiques qui en découlent (Golse, 2003) attribuent une dimension fantasmatique à tout traumatisme familiale et qui accompagne sa transmission transgénérationnelle. Ces contenus psychologiquement transmis peuvent renforcer ou effriter les liens familiaux.
Boszormenyi-Nagy et Spark (1963) mettent en évidence les aires de non-communication et de stagnation relationnelle qui se créent lorsque l'enfant peut observer des dissonances de réalité dans les comportements ou les récits de ses parents.
Les secrets de filiation sont la forme de secrets familiaux la plus souvent retrouvée.

### Pathologie
Selon Alexandre Jardin, « il y a un moment où il faut ouvrir le capot quand on se rend compte que le récit familial que l’on a avalé est complètement taré », même s'il décrit le coût psychologique d'une telle démarche comme immense. Les secrets de famille suivent une logique de mise sous silence de faits tabous, une abnégation de la réalité qui finit par trouver des voies d'expression détournées et inconscientes. Selon Serge Tisseron, chez les parents, le secret de famille prend la forme de « silences ou des propos énigmatiques, des pleurs ou des colères sans motif apparent, totalement incompréhensibles pour leurs enfants ». L'enfant pressent la souffrance du parent et le non-dit associé. Selon la psychothérapeute M.J. Lacasa, « ce qui n’est pas dit avec des mots se transmet de génération en génération [...] l’inconscient entend quand le secret n’est pas dit et on va donc chercher à le percer, même si on doit se mettre en danger ».
Un secret de filiation peut parasiter le développement d'un enfant et déséquilibrer ses affects. Le non-dit ressenti est interprété comme un contenu inavouable et donc probablement interdit ou condamnable. L'enfant crée son identité autour de ce refoulé, et peut opérer de nombreuses amputations identitaires pour cohabiter avec ce ressenti de rejet de soi.

### Symptômes
Le secret de famille peut provoquer des troubles psychologiques (sentiment constant de culpabilité, manque de confiance en soi, accès de colère incontrôlés, peur de l'abandon) et psychosomatiques (maux de ventre, troubles alimentaires, bégayements, problèmes aux pieds ou aux chevilles).

## Littérature
Dans Tintin et les Secrets de famille (1990), Serge Tisseron analyse le grand secret de famille de la vie privée d'Hergé et qui sue à travers les choix créatifs de l'auteur. Les hypothèses de l'auteur, formulées pour la première fois en 1982, ont été confirmées par des enquêtes indépendantes.
Dans La familia grande (2021) de Camille Kouchner, l'auteur révèle les abus sexuels infligés par son oncle à son frère pendant toute son enfance, ce qui provoqua chez elle toute une série de troubles médicaux liés au puissant déni associé au secret.
Dans Des gens très bien (2011) d'Alexandre Jardin, l'auteur révèle le secret familial qui a rongé tous ses membres depuis trois générations, le fait que son grand-père était le grand collaborateur Jean Jardin.
Dans Un secret (2004) de Philippe Grimbert, celui-ci révèle comment il apprend adolescent que ses parents sont d'origine juive et qu'il avait un demi-frère mort à Auschwitz, un membre de la famille disparu qui jouait toujours un rôle émotionnel important au sein de sa famille malgré son absence.